# Exterior Gateway Protocol
In informatica e telecomunicazioni l'Exterior Gateway Protocol (EGP) è il primo protocollo di routing dell'omonima categoria ad essere stato ampiamente utilizzato all'interno della rete Internet. EGP è simile ad un algoritmo distance vector, ma invece del concetto di costo specifica solo se la destinazione è raggiungibile oppure no. Questo ne impedisce il funzionamento su topologie di rete a maglia. I limiti di EGP sono molti e gravi: EGP non ha una metrica associata alle linee e quindi basa le sue decisioni esclusivamente sulla raggiungibilità.
Il termine si utilizza anche come termine ombrello per indicare tutti i protocolli di routing IP utilizzati per scambiare informazioni di instradamento tra le Autonomous System (AS).

## Storia
Il protocollo originale Exterior Gateway è stato specificato nei primi anni '80 da Eric C. Rosen e David L. Mills. Questo protocollo non è più in uso oggi, tuttavia nel tempo il suo nome è stato generalizzato al termine generale per la classe di protocolli di routing descritti sopra.
Il successore dell'EGP originale è il Border Gateway Protocol (BGP), che è ancora in uso oggi. Come protocollo intelligente è in grado di eseguire l'ottimizzazione dei percorsi sulla base dei dati EGP già esistenti e quindi ridurre al minimo le perdite di tempo quando si stabiliscono nuovi percorsi.